# Rita Durão
Pour les articles homonymes, voir Durão.
Rita Durão, née le 21 janvier 1976 à Lisbonne (Portugal), est une actrice portugaise.

## Filmographie partielle

### Au cinéma
- 1996 : Cinco Dias, Cinco Noites : Gracinda
- 1999 : Les Noces de Dieu (As Bodas de Deus) : Joana de Deus
- 2000 : Cinema Amor : Suicide Girl
- 2000 : Capitaines d'avril (Capitães de Abril) : Rosa
- 2000 : Combat d'amour en songe : Paysanne
- 2000 : Peixe-Lua : Girl on the Road
- 2000 : Blanche-Neige (Branca de Neve)
- 2001 : Alla rivoluzione sulla due cavalli : Sposa
- 2003 : Sansa : Chloé
- 2003 : Va et vient (Vai~E~Vem) : Jacinta
- 2003 : Carême (Quaresma) de José Álvaro Morais : Lucia
- 2004 : O Estratagema do Amor : Augustine
- 2004 : Daqui p'ra alegria : Antónia
- 2004 : André Valente : The mother
- 2005 : A Conquista de Faro : Girl / Zara
- 2007 : Daqui P'ra Frente
- 2008 : Cabra Cega
- 2009 : A Colecção Invisível
- 2010 : Cinerama
- 2011 : E o Tempo Passa : Paula / Júlia
- 2011 : Demain ? : invitée du mariage
- 2012 : Em Segunda Mão : Laura Castro Lima
- 2012 : A Vingança de Uma Mulher : Duchess
- 2016 : Pedro
- 2016 : Correspondências

## Distinctions
- 2000 : Shooting Stars de la Berlinale
- 2014 : Prix Sophia de la meilleure actrice pour Em Segunda Mão